# Obusier M102 de 105 mm

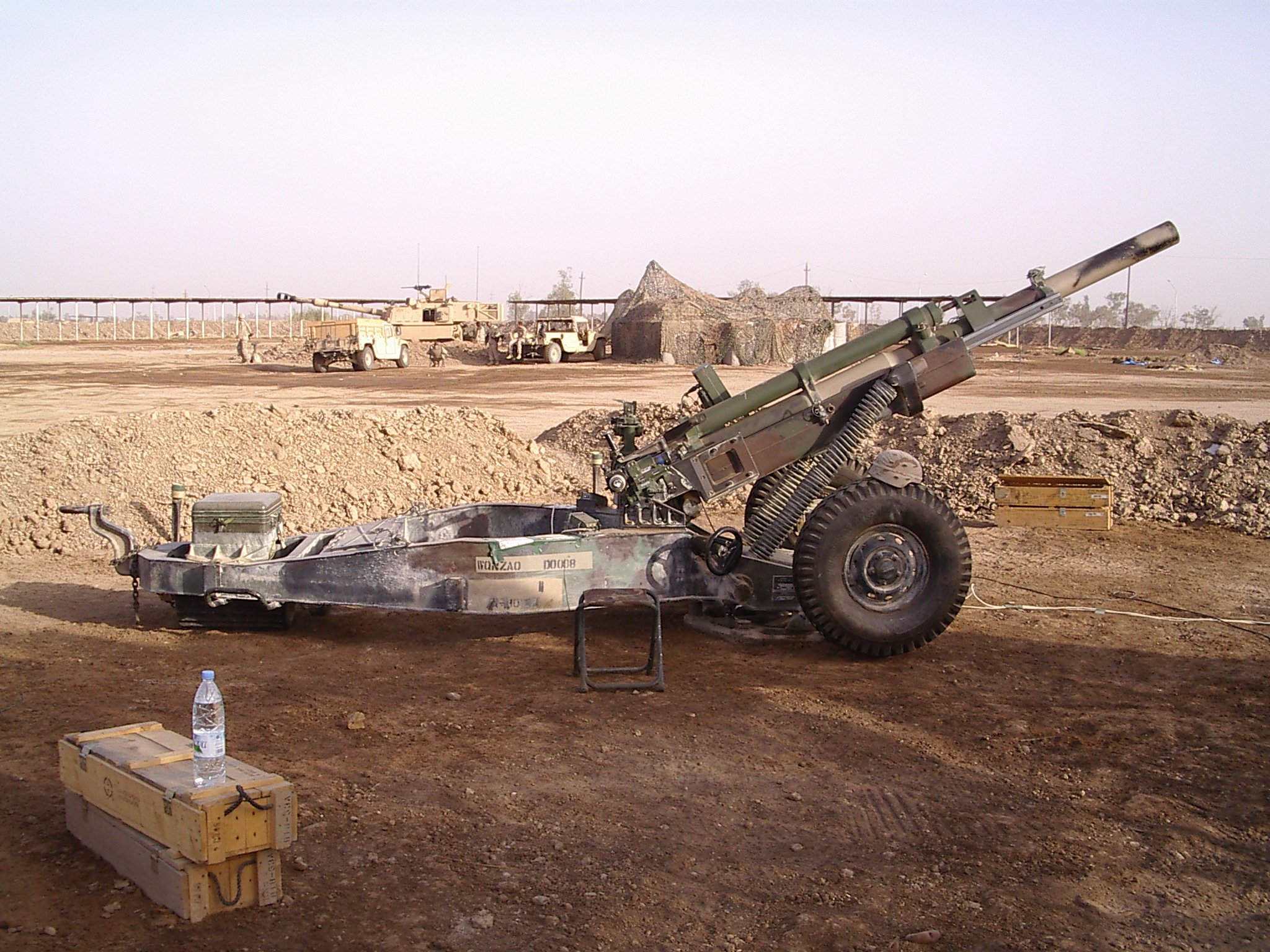
Obusier 105 mm M102 en Irak en 2004.

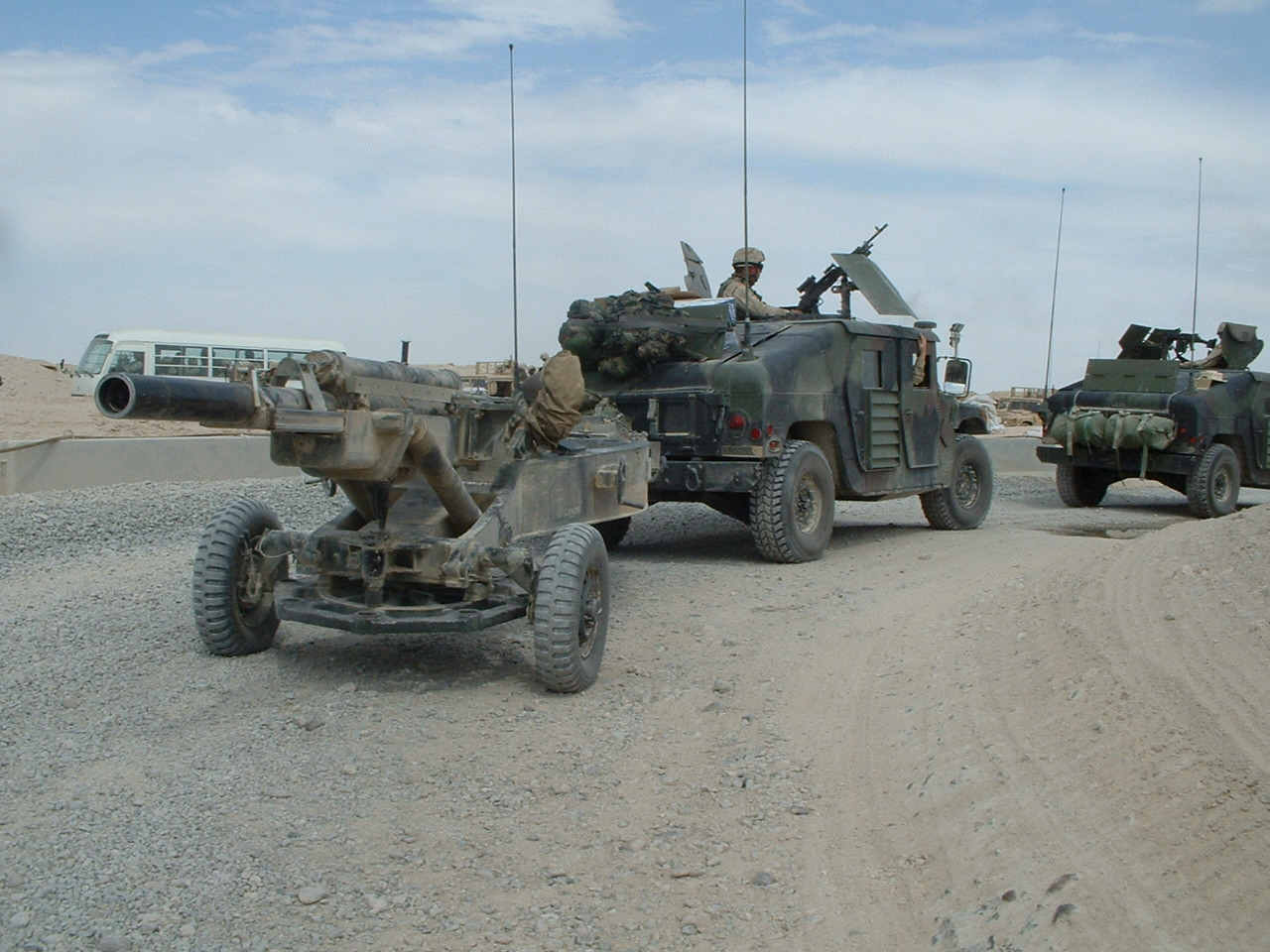
Obusier 105 mm M102 remorqué par un Humvee au Koweït en 2004.

Pour les articles homonymes, voir Canon de 105 mm.
L'Obusier de 105 mm M102 est un obusier américain dérivé de ceux de type M1. Conçu dans les années 1960 aux États-Unis, il entre en service à partir de 1966 et il a été utilisé lors de la guerre du Viêt Nam puis lors de la guerre du Golfe et de la guerre d'Irak. Il est en cours de remplacement par une autre pièce de calibre 105 mm, l'obusier de 105 mm M119, dérivé du L118 light gun britannique.
Il s'agit d'un obusier, le rapport entre la longueur de la partie rayée du tube et son calibre se situant en dessous de 25.

## Conception
L'obusier M102 est une pièce d'artillerie légère et remorquable, qui possède une silhouette très basse en position de tir. Le train de roulement sur pneumatiques permet une rotation aisée de 6 400 ₥, soit 360 °, de la pièce autour de la plateforme de tir.
Pour les tirs indirects, où la cible n'est pas visible, le pointage du M102 est assuré par un viseur panoramique M113A1 (grossissement x4), sur un montage M134A1 et un quadrant de contrôle de tir M14A1. Un télescope coudé M114A1 à grossissement x8 vient compléter le dispositif pour les tirs directs.

## Historique
Pendant près de 30 ans, à savoir de la Seconde Guerre mondiale jusqu’au milieu de la guerre du Vietnam, les unités d'artillerie de campagne et mécanisées américaines furent dotées de l'obusier M101 de 105 mm et ses variantes (M2, M2A1 et M101 A1). Pièce précise, fiable et robuste, elle souffrait néanmoins de deux défauts : une masse importante (plus de 2,3 tonnes) et un tube court (22,5 calibres soit 2,365 m) limitant sa portée.
L'United States Army émit dès 1955 la demande d'une arme de même calibre, tirant les mêmes munitions mais plus maniable. Le Bureau d’étude du Rock Island Arsenal présenta les plans du prototype XM-102, composé du tube M137 , du système d’absorption du recul M37 et de l'affut M31. Celui ci fut achevé en 1962 et les essais furent concluants. L'homologation officielle fut accordée l'année suivante et les premiers exemplaires de série sortirent des chaines de production au mois de janvier 1964,.
Les premiers exemplaires furent envoyés au Vietnam dès juin 1964,. Le 1st Battalion du 21st Field Artillery Regiment (en) intégré à la 1st Cavalry Division fit partie des premières unités dotées du nouvel obusier.
Le remplacement des M101 par les M102 au sein des troupes américaines, se fit progressivement durant les 4 années suivantes, non sans réticences de la part des artilleurs. En effet, le M101 avait été largement éprouvé et celui-ci était maitrisé dans ses moindres aspects depuis plusieurs décennies. Les arguments étaient que la culasse à hauteur de taille du M101 facilitait la rapidité de chargement, sa garde au sol était plus élevée lors des déplacements et son coût était bien moindre par rapport au M102.
Le nouvel M102 présentait cependant des arguments significatifs balayant cette résistance au changement. Il était plus léger d'une tonne par rapport au M101A1 (1,5 tonne contre 2,5) ce qui permettait d'emporter plus de munitions durant les opérations aéroportées. De plus, il nécessitait seulement un tracteur M37 type 3⁄4-ton 4x4 truck (en) au lieu d'un M35 type 2½-ton 6x6 truck (en) pour ses déplacements au sol.  Un autre avantage majeur était sa possibilité d'effectuer des tirs à 360°, tandis que le M101A1 avec son débattement en gisement de 23° à gauche et droite devait être déplacé selon le besoin. Coté munition, le M102 tire les mêmes projectiles semi encartouchés que le M101, mais grâce à son tube plus long (32 calibres au lieu de 22), ceux-ci ont une vitesse initiale plus élevée et donc une portée améliorée. Sa silhouette plus basse en faisait une cible plus difficile pour l'ennemi, un avantage qui l'emportait de loin sur l'inconvénient d'être moins pratique à charger.

## Utilisation
Au sein des forces armées américaine, le M102 est déployé à raison de dix-huit pièces par bataillon (six par batterie). Il est surtout utilisé par les divisions aéroportées, pour qui la légèreté d'une arme compte plus que sa portée. Depuis 1964, l'US Army a acquis 1150 M102 sur remorque.
Le canon M102 105 mm est utilisé par l'infanterie légère. Il équipe aussi les avions Lockheed AC-130 (canonnières volantes).

## Pays utilisateurs
- Arabie saoudite : 40 pièces (achetées en 1975[7])
- Brésil : 19 pièces (achetées en 1972[7])
- Guatemala : 8 pièces (achetées en 1956[7]) [réf. nécessaire]
- Honduras : 12 pièces (achetées en 1986[7])
- Indonésie : 12 pièces (achetées en 1984[7])
- Jordanie : 50 pièces (achetées en 1974[7])
- Liban : 18 pièces (achetées en 1982[7])
- Malaisie : 40 pièces (achetées en 1972[7])
- Philippines : 24 pièces (achetées en 1981[7])
- Salvador : 36 pièces (achetées en 1984[7])

- Uruguay : 8 pièces (achetées en 1972[7])